# هيثم البهجة
هيثم البهجة (مواليد 23 ديسمبر 1993)؛ هو لاعب كرة قدم مغربي يلعب كجناح أيمن وأيسر في نادي الرجاء البيضاوي.